# Blankova hlorometilacija
Blankova hlorometilacija je hemijska reakcija aromatičnih prstenova sa formaldehidom i hlorovodonikom koji katalizuje cink hlorid da bi se formirali hlorometilni areni.